# Pamięć wszystkich słów. Opowieści z meekhańskiego pogranicza

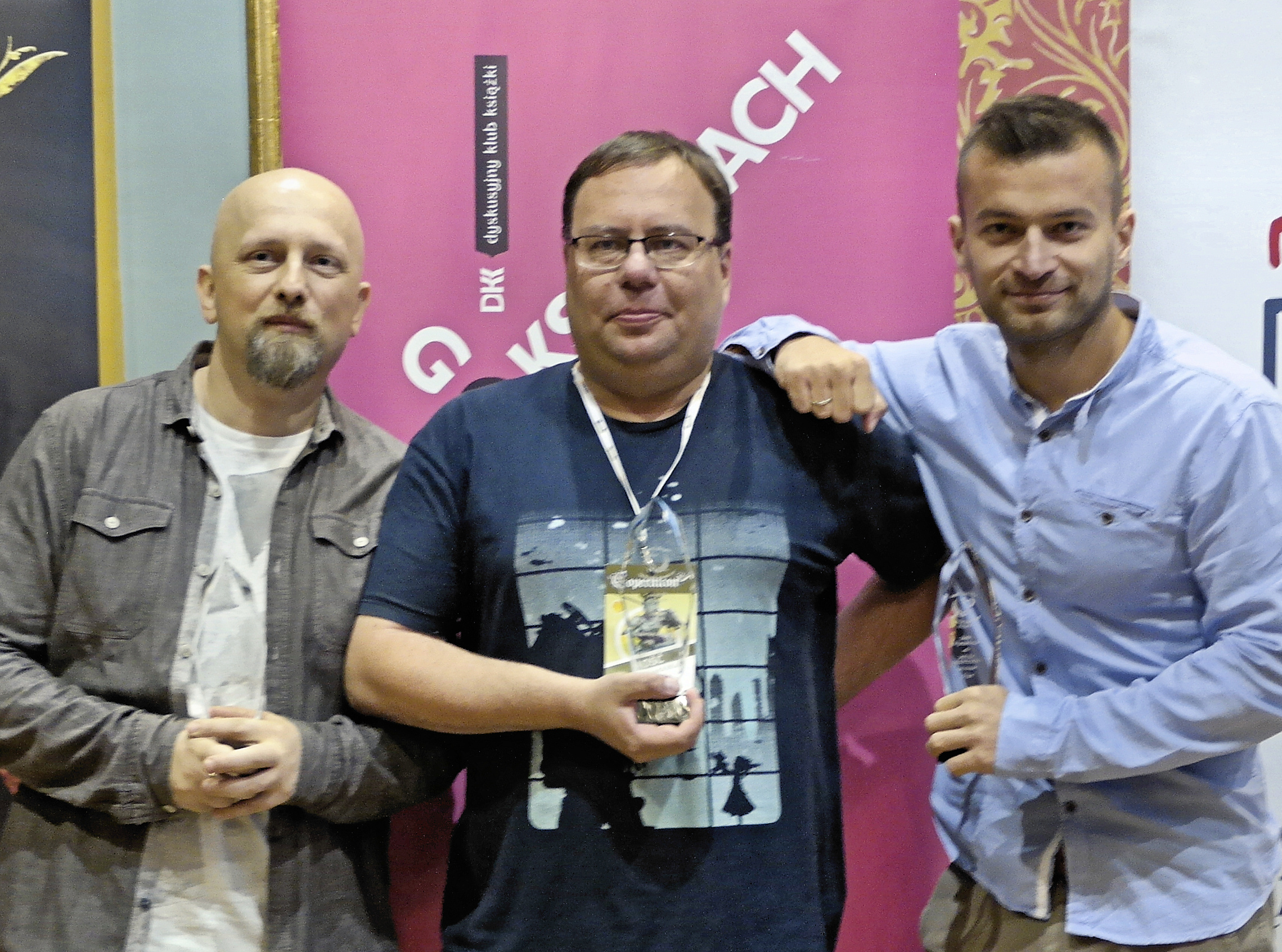
Laureaci Nagrody Żuławskiego (od lewej): Robert M. Wegner, Paweł Majka i Jakub Małecki, Copernicon 2016

Pamięć wszystkich słów. Opowieści z meekhańskiego pogranicza – czwarty tom epickiej serii fantasy Opowieści z meekhańskiego pogranicza polskiego pisarza Roberta M. Wegnera.
Powieść ukazała się drukiem w maju 2015 wydana nakładem wydawnictwa Powergraph.
Głównymi bohaterami są: Issaryjczyk Yateh d’Kllean, jego siostra – Deana oraz złodziej Altsin Awendeh.

## Spis treści książki
- Część I. Stukot kości (17 rozdziałów z interludiami)
- Część II. Uśmiech głupca (23 rozdziały z interludiami)

## Nagrody
W 2016 r. powieść zdobyła Nagrodę im. Janusza A. Zajdla, a także Srebrne Wyróżnienie, przyznane przez Jury Nagrody Literackiej im. Jerzego Żuławskiego.
Rosyjskie wydanie zdobyło tytuł Książki Roku 2018 w kategorii Najlepsza Powieść Zagraniczna. Nagroda ta przyznawana jest przez czytelników na portalu FantLab.ru.

## Tłumaczenia
Pamięć wszystkich słów została przetłumaczone na język rosyjski.

## Fragmenty
- Fragment ze strony wydawnictwa
- Fragment #1 Wyspa
- Fragment #2 Oaza
- Fragment #3 Afraagra
- Fragment #4 Zaułek
- Fragment #5 Plantacja